# Sc Heerenveen in het seizoen 2014/15 (mannen)
Deze pagina geeft diverse statistieken van voetbalclub sc Heerenveen van het seizoen 2014/2015. Heerenveen speelde dit seizoen in de Eredivisie en deed mee aan de strijd om de KNVB beker. De ploeg werd dit seizoen gecoacht door Dwight Lodeweges, die overkwam van SC Cambuur en de naar AZ vertrokken Marco van Basten opvolgde. Voor het eerst sinds 10 jaar kwam keeper Brian Vandenbussche niet meer uit voor de club.

## Selectie
| No.           | Naam                 | Nationaliteit | Geboortedatum | Vorige club                             |
| ------------- | -------------------- | ------------- | ------------- | --------------------------------------- |
| Keepers       |                      |               |               |                                         |
| 1             | Kristoffer Nordfeldt | Zweden        | 23-06-1989    | Brommapojkarna                          |
| 30            | Robin Kist           | Nederland     | 10-03-1995    | eigen jeugd                             |
| 31            | Viktor Noring        | Zweden        | 03-02-1991    | FK Bodø/Glimt                           |
| 33            | Maarten de Fockert   | Nederland     | 20-03-1995    | Feyenoord                               |
| Verdedigers   |                      |               |               |                                         |
| 2             | Kenneth Otigba       | Hongarije     | 29-08-1992    | eigen jeugd                             |
| 4             | Robert van Koesveld  | Nederland     | 24-01-1995    | AFC Ajax                                |
| 5             | Pelé van Anholt      | Nederland     | 23-04-1991    | FC Emmen (verhuur) / eigen jeugd        |
| 6             | Stefano Marzo        | België        | 22-03-1991    | Beerschot AC                            |
| 12            | Doke Schmidt         | Nederland     | 07-04-1992    | Go Ahead Eagles (verhuur) / eigen jeugd |
| 14            | Joost van Aken       | Nederland     | 13-05-1994    | eigen jeugd                             |
| 22            | Stephen Warmolts     | Nederland     | 10-04-1994    | eigen jeugd                             |
| 23            | Jordy Buijs          | Nederland     | 28-12-1988    | NAC Breda                               |
| 25            | Willem Huizing       | Nederland     | 01-02-1995    | eigen jeugd                             |
| 32            | Joris Voest          | Nederland     | 08-01-1995    | eigen jeugd                             |
| 39            | Jerry St. Juste      | Nederland     | 19-10-1996    | eigen jeugd                             |
| Middenvelders |                      |               |               |                                         |
| 7             | Simon Thern          | Zweden        | 18-09-1992    | Malmö FF                                |
| 8             | Morten Thorsby       | Noorwegen     | 05-05-1996    | Stabæk Fotball                          |
| 10            | Lerin Duarte         | Nederland     | 11-08-1990    | AFC Ajax                                |
| 15            | Marten de Roon       | Nederland     | 29-03-1991    | Sparta Rotterdam                        |
| 21            | Joey van den Berg    | Nederland     | 03-02-1986    | PEC Zwolle                              |
| 26            | Janio Bikel          | Portugal      | 28-06-1995    | eigen jeugd                             |
| 27            | Michael Chacón       | Nederland     | 11-04-1994    | eigen jeugd                             |
| 29            | Younes Namli         | Denemarken    | 20-06-1994    | AB                                      |
| Aanvallers    |                      |               |               |                                         |
| 11            | Sam Larsson          | Zweden        | 10-04-1993    | IFK Göteborg                            |
| 17            | Luciano Slagveer     | Nederland     | 10-04-1993    | eigen jeugd                             |
| 19            | Mark Uth             | Duitsland     | 24-08-1991    | Heracles Almelo (verhuur)               |
| 20            | Henk Veerman         | Nederland     | 26-02-1991    | FC Volendam                             |
| 24            | Szabolcs Varga       | Hongarije     | 17-03-1995    | MTK Boedapest                           |
| 36            | Tarik Kada           | Nederland     | 26-05-1996    | eigen jeugd                             |
| 40            | Pelle van Amersfoort | Nederland     | 01-04-1996    | eigen jeugd                             |

## Wedstrijden

### Oefenwedstrijden
| Plaats                | Datum      | Thuis                          | Uitslag | Uit                | Doelpuntenmakers (Heerenveen)                                                                                               |
| --------------------- | ---------- | ------------------------------ | ------- | ------------------ | --- |
| Oudemirdum            | 27-06-2014 | Regioselectie Gaasterlân-Sleat | 0 - 10  | sc Heerenveen      | 16' Chacón 32' Sinkgraven 36' Schmidt 42',44' Slagveer 61' van den Berg 63',77' Uth 68' van Anholt 87' Varga                |
| Bakkeveen             | 28-06-2014 | Regioselectie Bakkeveen        | 0 - 9   | sc Heerenveen      | 3' de Roon 12' e.d. Regioselectie Bakkeveen 14',35' Uth 30' van den Berg 44' van Anholt 58' Chacón 81' Varga 88' St. Juste  |
| Buitenpost            | 03-07-2014 | VV Buitenpost                  | 1 - 6   | sc Heerenveen      | 10' Huser 19' Başacıkoğlu 67',70',81' Slagveer 74' Wildschut                                                                |
| Emmeloord             | 04-07-2014 | Flevo Boys                     | 1 - 3   | sc Heerenveen      | 14' van Aken 17' Slagveer 56' van Amersfoort                                                                                |
| Akkrum                | 11-07-2014 | sc Heerenveen                  | 3 - 0   | SC Telstar         | 14',37' Huser 83' Slagveer                                                                                                  |
| Havelte               | 12-07-2014 | sc Heerenveen                  | 0 - 0   | Almere City FC     | |
| Noordwolde            | 18-07-2014 | sc Heerenveen                  | 2 - 0   | MVV Maastricht     | 6' Ziyech 58' Otigba |
| Münster               | 19-07-2014 | SC Preußen Münster             | 2 - 0   | Jong sc Heerenveen | |
| Terwolde              | 22-07-2014 | sc Heerenveen                  | 2 - 1   | Go Ahead Eagles    | Ziyech Uth |
| Drachten              | 26-07-2014 | sc Heerenveen                  | 1 - 0   | Qäbälä PFK         | 47' van den Berg |
| Zuidlaarderveen       | 28-07-2014 | jong FC Groningen              | 0 - 1   | jong sc Heerenveen | Başacıkoğlu |
| Heerenveen            | 02-08-2014 | sc Heerenveen                  | 0 - 1   | Levante UD         | |
| San Pedro del Pinatar | 07-01-2015 | sc Heerenveen                  | 4 - 1   | Sint-Truidense VV  | Thern Kada van Amersfoort Dalgaard                                                                                          |
| San Pedro del Pinatar | 09-01-2015 | sc Heerenveen                  | 0 - 2*  | Standard Luik      | *sc Heerenveen liep in de 89e minuut van het veld uit onvrede over de scheidsrechter, die onder meer vier strafschoppen gaf |

### Eredivisie
| Nr. | Naam                            | Goal |
| --- | ------------------------------- | ---- |
| 1   | Uth                             | 15   |
| 2   | Slagveer                        | 11   |
| 3   | Larsson                         | 8    |
| 4   | Sinkgraven                      | 4    |
| 5   | Thern                           | 3    |
| 6   | Ziyech Veerman van den Berg     | 2    |
| 7   | de Roon Raitala van Aken Duarte | 1    |
|     | Eigen doelpunten tegenstander   | 2    |

| Nr. | Naam                                                         | Assists |
| --- | ------------------------------------------------------------ | ------- |
| 1   | Uth                                                          | 11      |
| 2   | van den Berg Larsson                                         | 5       |
| 3   | Slagveer Veerman                                             | 3       |
| 4   | Wildschut Sinkgraven Otigba Marzo                            | 2       |
| 5   | Buijs Thorsby Dalgaard van Amersfoort Thern Namli van Anholt | 1       |

| Nr. | Naam                                   | Kreeg geel |
| --- | -------------------------------------- | ---------- |
| 1   | van den Berg                           | 11         |
| 2   | de Roon                                | 10         |
| 3   | Otigba                                 | 7          |
| 4   | Uth                                    | 6          |
| 5   | Marzo van Aken                         | 5          |
| 6   | Slagveer                               | 4          |
| 7   | Sinkgraven van Anholt                  | 3          |
| 8   | Nordfeldt Schmidt Thern                | 2          |
| 9   | Ziyech Dalgaard Kada Veerman St. Juste | 1          |

| Nr. | Naam                                           | Weggestuurd |
| --- | ---------------------------------------------- | ----------- |
| 1   | van den Berg Marzo Slagveer de Roon van Anholt | 1           |

Positie per speelronde
| 13 |

| 13 |

| 8 |

| 5 |

| 4 |

| 4 |

| 4 |

| 6 |

| 6 |

| 5 |

| 8 |

| 7 |

| 10 |

| 12 |

| 12 |

| 9 |

| 11 |

| 8 |

| 7 |

| 7 |

| 7 |

| 6 |

| 6 |

| 6 |

| 7 |

| 7 |

| 7 |

| 6 |

| 7 |

| 6 |

| 6 |

| 6 |

| 7 |

| 7 |

| Legenda  |                                                           |
| Plaats:  | Kwalificatie voor:                                        |
| 1        | Groepsfase Champions League                               |
| 2        | Derde voorronde, voor niet kampioenen Champions League    |
| 3        | Play-offs ronde Europa League                             |
| 4 t/m 7  | Play-offs voor de derde voorronde Europa League           |
| 8 t/m 15 | –                                                         |
| 16 & 17  | Play-offs tegen degradatie naar de Eerste divisie         |
| 18       | Degradatie naar de Eerste divisie                         |
| Symbool: | Betekenis:                                                |
| Gestegen | Plaats(en) gestegen ten opzichte van vorige speelronde    |
| Stabiel  | Plaats gelijk gebleven ten opzichte van vorige speelronde |
| Gedaald  | Plaats(en) gezakt ten opzichte van vorige speelronde      |

### Play-offs voor de UEFA Europa League
| Nr. | Naam           | Goal |
| --- | -------------- | ---- |
| 1   | Uth            | 5    |
| 2   | Thern Slagveer | 1    |

| Nr. | Naam                                   | Assists |
| --- | -------------------------------------- | ------- |
| 1   | de Roon                                | 2       |
| 2   | Veerman de Roon Namli Uth van den Berg | 1       |

| Nr. | Naam                                        | Kreeg geel |
| --- | ------------------------------------------- | ---------- |
| 1   | St. Juste de Roon van den Berg Otigba Thern | 1          |

### KNVB beker
| Nr. | Naam    | Goal |
| --- | ------- | ---- |
| 1   | Thorsby | 1    |

| Nr. | Naam     | Assists |
| --- | -------- | ------- |
| 1   | Slagveer | 1       |

| Nr. | Naam                                | Kreeg geel |
| --- | ----------------------------------- | ---------- |
| 1   | de Roon van den Berg Otigba Raitala | 1          |

## Transfers

### Aangetrokken
| Speler              | Vorige club     | Contract tot | Bijzonderheden |
| ------------------- | --------------- | ------------ | -------------- |
| Mark Uth            | Heracles Almelo | 2015         | was verhuurd   |
| Doke Schmidt        | Go Ahead Eagles | 2015         | was verhuurd   |
| Jens Jurn Streutker | Heracles Almelo | 2015+1       | was verhuurd   |
| Yanic Wildschut     | ADO Den Haag    | 2016         | was verhuurd   |
| Viktor Noring       | FK Bodø/Glimt   | 2016         | transfervrij   |
| Jordy Buijs         | NAC Breda       | 2016         | transfervrij   |
| Morten Thorsby      | Stabæk Fotball  | 2019         |                |
| Maarten de Fockert  | Feyenoord       | 2016         |                |
| Thomas Dalgaard     | Viborg FF       | 2017         |                |
| Jeroen Lumu         | PFK Ludogorets  | 2015+1       | transfervrij   |
| Sam Larsson         | IFK Göteborg    | 2018+1       |                |

| Speler              | Vorige club | Contract tot | Bijzonderheden             |
| ------------------- | ----------- | ------------ | -------------------------- |
| Simon Thern         | Malmö FF    | 2018+1       | transfervrij               |
| Younes Namli        | AB          | 2017         |                            |
| Lerin Duarte        | AFC Ajax    | 2015         | gehuurd met optie tot koop |
| Henk Veerman        | FC Volendam | 2017+1       | €350.000                   |
| Robert van Koesveld | AFC Ajax    | 2017+1       |                            |

### Vertrokken
| Speler              | Nieuwe club                | bijzonderheden                   |
| ------------------- | -------------------------- | -------------------------------- |
| Samir Fazli         | FC Wil 1900                | contract niet verlengd           |
| Brian Vandenbussche | AA Gent                    | transfervrij                     |
| Anthony Lurling     | FC Den Bosch               | contract niet verlengd           |
| Uche Nwofor         | VVV-Venlo                  | werd gehuurd                     |
| Joeri de Kamps      | NAC Breda                  | werd gehuurd van AFC Ajax        |
| Andries Noppert     | NAC Breda                  | uit jeugdopleiding               |
| Mitchell Dijks      | Willem II                  | werd gehuurd van AFC Ajax        |
| Arnold Kruiswijk    | SBV Vitesse                | transfervrij                     |
| Chris Kum           | FC Utrecht                 | contract niet verlengd           |
| Ramon Zomer         | Heracles Almelo            | contract niet verlengd           |
| Fahd Aktaou         | Heracles Almelo            | werd verhuurd aan Almere City FC |
| Menno Heerkes       | Heracles Almelo            | uit jeugdopleiding               |
| Chiel Kramer        | FC Eindhoven               | contract niet verlengd           |
| Wouter Marinus      | PEC Zwolle                 | uit jeugdopleiding               |
| Rajiv van La Parra  | Wolverhampton Wanderers FC | transfervrij                     |
| Alfreð Finnbogason  | Real Sociedad              | €8.000.000                       |
| Bilal Başacıkoğlu   | Feyenoord                  | €3.500.000                       |
| Hakim Ziyech        | FC Twente                  | €4.000.000                       |
| Yanic Wildschut     | Middlesbrough FC           |                                  |
| Jeroen Lumu         | Petrolul Ploiești          | contract ontbonden               |

| Speler           | Nieuwe club      | bijzonderheden     |
| ---------------- | ---------------- | ------------------ |
| Daley Sinkgraven | AFC Ajax         | €7.000.000         |
| Jukka Raitala    | FC Vestsjaelland | contract ontbonden |

### Verhuur
| Speler | Nieuwe club | Bijzonderheden |
| ------ | ----------- | -------------- |

| Speler              | Nieuwe club    | bijzonderheden |
| ------------------- | -------------- | -------------- |
| Pascal Huser        | MVV Maastricht |                |
| Jens Jurn Streutker | MVV Maastricht |                |
| Thomas Dalgaard     | Odense BK      | Optie tot koop |